# Okres Tchaj-čung
Okres Tchaj-čung (čínsky 台中縣, tongyong pinyin Táijhong siàn, tchajwansky Tâi-tiong-koān) je bývalý okres na Tchaj-wanu. Jeho sousedy byly okres Miao-li, okres Sin-ču, okres I-lan, okres Chua-lien, okres Nan-tchou, okres Čang-chua a město Tchaj-čung. Dne 25. prosince 2010 došlo ke sloučení okresu s městem Tchaj-čung do nově vzniklé správní jednotky speciální obec Tchaj-čung.